# Tullo Golfarelli

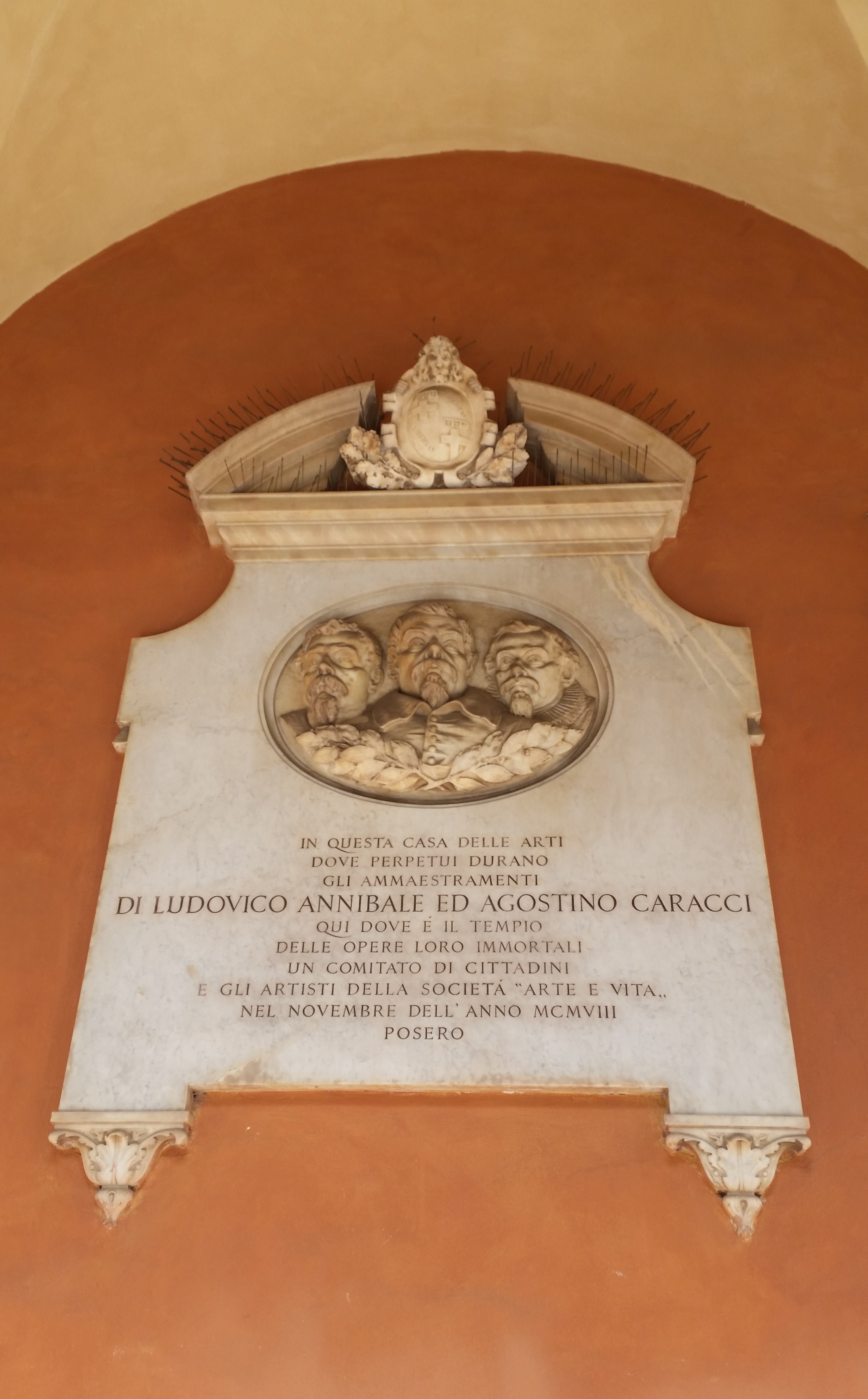
Ritratti dei fratelli Carracci, sottoportico della Pinacoteca di Bologna

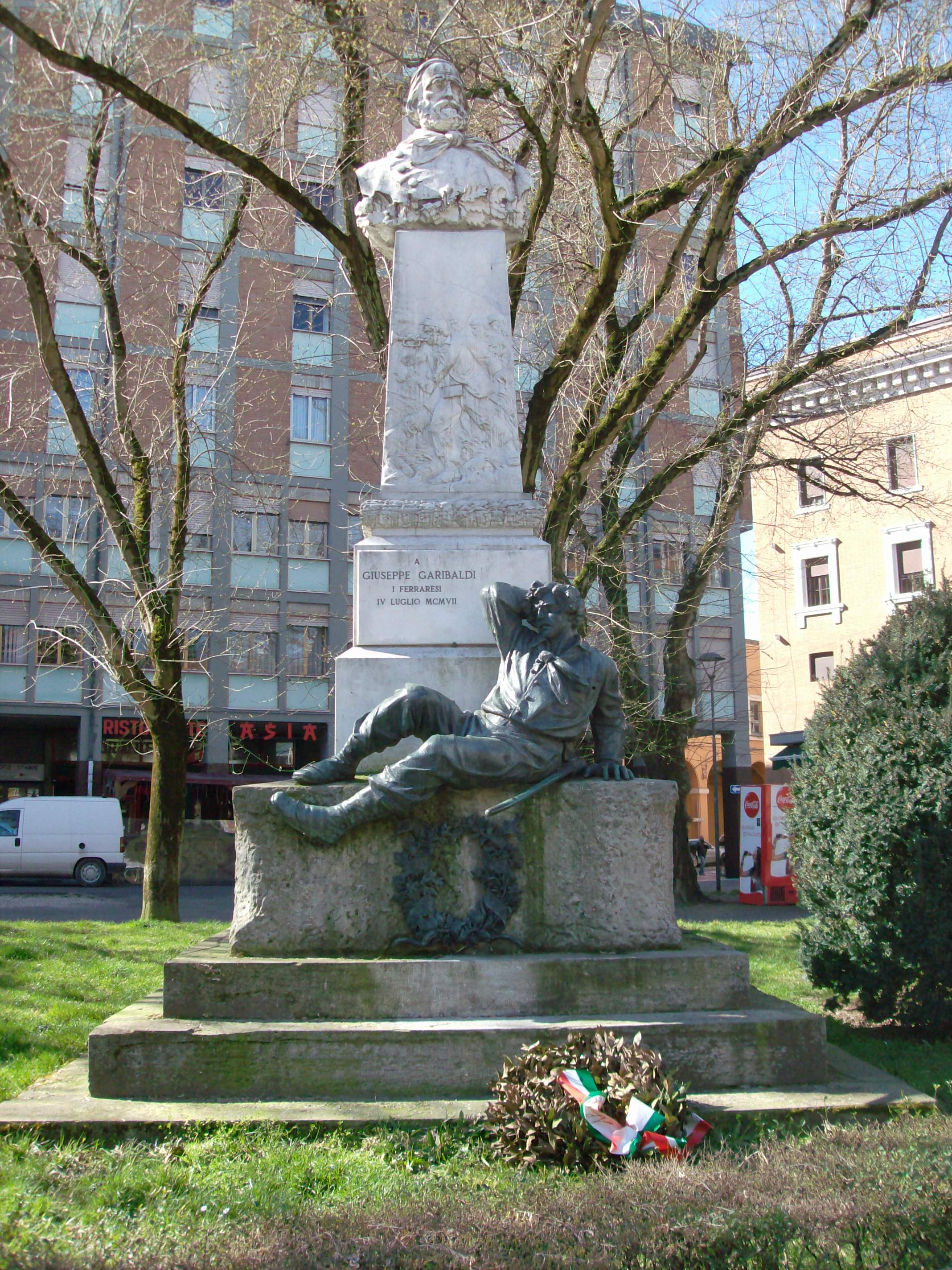
Monumento a Giuseppe Garibaldi, Giardini di viale Cavour, Ferrara

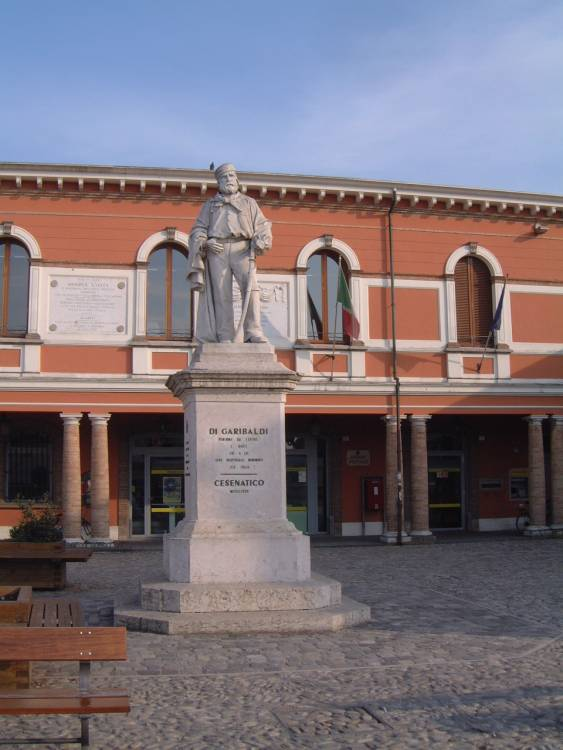
Monumento a Garibaldi, Cesenatico

Tullo Golfarelli (Cesena, 24 giugno 1852 – Bologna, 30 marzo 1928) è stato uno scultore e pittore italiano.

## Biografia
Figlio dell'orafo Enrico (il quale lo avviò alle tecniche dell'incisione e della lavorazione dei metalli) e di Vittoria Bassoli. Dopo le scuole ginnasiali e tecniche frequentate dal 1864 al '67 per perfezionarsi nell’arte dell’oreficeria e della scultura, si trasferì a Roma nel 1875, grazie anche al sussidio ricevuto dal Comune di Cesena, lavorando nello studio dello scultore-orafo Gagliardi nel '78 e frequentando l'ambiente accademico cittadino pur senza farsi mancare viaggi in città quali Bologna, Firenze, Venezia e Parigi, quest'ultima grazie ad un nuovo sussidio da parte della sua città natale. Nel 1880 risulta a Napoli, dove conobbe artisti importanti per la sua formazione, Domenico Morelli e Filippo Palizzi. L'anno successivo tentò l'ammissione all'Accademia di belle arti presentando il bozzetto L'affetto (detto anche L'amicizia), con esito negativo visto l'annullamento del concorso.
Nella città partenopea, importante per la sua formazione fu soprattutto l'incontro con Vincenzo Gemito, il cui crudo realismo influenzò fortemente l'opera del cesenate, già incline a poetiche veriste. I frequenti ritorni nella città natale gli permisero di ottenere sia un buon successo in ambito romagnolo che importanti commissioni, sia a carattere celebrativo che monumentale, in altre città. A fine anni ottanta entrò in contatto con gli ambienti culturali bolognesi, dove strinse duraturi rapporti con Giosuè Carducci (che ritrasse più volte) e Giovanni Pascoli oltre ad averne con Aurelio Saffi e Andrea Costa : fu Pascoli che gli commissionò i cartoni dei bassorilievi in bronzo cesellato per le Odi barbare di Carducci. Dopo aver avuto lo studio a Cesena in via Michelina n. 21 e a Roma in Piazza Barberini (1885), nel 1893 aprì quello bolognese (a palazzo Bentivoglio in via delle Belle Arti n. 45, trasferendolo poi in via degli Angeli n. 20 nel 1897) perfezionandosi nel frattempo con Salvino Salvini all'Accademia di belle arti, aderendo almeno in parte alle inclinazioni accademico-realiste dell'insegnante.
Dal 1887 al 1893 fu incaricato all'insegnamento di Plastica alla Scuola Professionale di Arti Decorative di Bologna e nominato socio onorario della Regia Accademia bolognese, dove insegnerà Disegno modellato dal 1891 al 1893, anno in cui fu tra i soci fondatori dell'Associazione per le Arti “Francesco Francia”. Nel 1902 sposa Zaira Petrini (1868-1948) dalla cui unione nacquero Guido (1901-1971) e Manlio (1903-1971). Dopo la nomina nel 1906 ad accademico a Bologna, l'anno successivo divenne Cavaliere della Repubblica di San Marino e nel 1912 professore di Plastica ornamentale alla Regia Accademia bolognese; per tutto il 1921, gli venne sostituito come supplente Silverio Montaguti alla cattedra di Plastica. Nel dicembre dell'anno successivo gli vennero revocati tutti gli incarichi accademici con decorrenza da gennaio 1923, versando in drammatiche condizioni sia morali che economiche, portandolo a trascorrere i suoi ultimi anni in isolamento sino alla morte avvenuta il 30 marzo 1928.

## I primi concorsi e lo stile
Nel 1881 concorse al Pensionato Nazionale con il bozzetto L'affetto. Quattro anni dopo partecipò al concorso per il monumento a Garibaldi da posizionare a Perugia, vinto da Cesare Zocchi mentre nel 1896 vinse quello per eseguire il bassorilievo in marmo raffigurante La cacciata degli Austriaci da Bologna nel 1848, collocato al Pincio della Montagnola, mentre tra gli anni novanta e gli anni dieci del secolo successivo, si dipana la sua produzione alla Certosa di Bologna, dove pose una decina di monumenti tra cui il celebre Labor (1896, Tomba Simoli), in cui si palesa la sua piena adesione alla poetica realista, pur virando, negli ultimi anni del XIX secolo, verso stilemi simbolisti e Liberty, senza abbandonare mai del tutto la sua matrice di realismo sociale. L'aver abbracciato stili diversi, si può talvolta riscontrare anche in una stessa opera, sia scultorea che grafica, filone, quest'ultimo, al quale si dedicò con minore assiduità e dal quale ottenne meno successo, dipingendo prevalentemente acquerelli di gusto alla Nomellini.

### Partecipazione ad altri concorsi
Tra i principali:
- 1890: monumento a Cristoforo Colombo da erigersi a New York
- 1893: monumento a Nicola Fabrizi, Modena
- 1907: concorso nazionale artistico per la realizzazione degli apparati esornativi del ponte Umberto I a Torino, dove presentò quattro gruppi a tritoni e najadi (Sereno, Calma, Turbine e Vortice)
- 1908: la Sottomissione Reale per il monumento romano a Vittorio Emanuele II affida l'esecuzione di "quattro figure in rilievo sulla porta interna del portico" a Golfarelli, L. Gangeri, Antonio Garella e M. L. Spina (statue mai realizzate)[10]

## La rivalutazione artistica
Avvenne negli anni ottanta per merito di Orlando Piraccini in occasione della rifondazione della Pinacoteca comunale di Cesena, mentre l'opera pressoché omnia, con tanto di inediti, gli è stata dedicata nel 2016.
Sebbene vengano attribuite ad Alfonso Borghesani,  un'ipotesi recente ascrive a Golfarelli le quattro figure allegoriche ad altorilievo (realizzate nel 1910 e poste nel 1913) sulla facciata del Padiglione Gozzadini del Policlinico Sant'Orsola in base a foto d'epoca ritrovate nell'album del cesenate raffiguranti tre bozzetti dei modelli in gesso dei rilievi Caritas, Scientia e Pro, tre delle quattro scritte che, inserite nelle corone rette dalle allegorie, formano la frase Caritas Scientia Pro Parvulis (Carità e scienza a favore dei bambini): a supporto di tale ipotesi, vi è anche il binomio scultore-architetto con cui si può indicare Golfarelli rispetto alle opere appena precedenti, sulle facciate dell'Ospedale Maggiore e nella basilica di Santa Maria della Vita.

## Esposizioni
- 1882: Mostra di Belle Arti, Roma (Mai pace!)
- 1884: Promotrice di Belle Arti, Torino (Cantastorie e Mai pace!); Esposizioni riunite, Milano
- 1885, 1905, 1909: Roma (Disoccupato del 1907, Mietitore, Locusta)
- 1886: Esposizione a palazzo Brera (Settembre, Sofia)
- 1888: Esposizione Nazionale di Belle Arti, San Michele in Bosco (Bo) (Musica rustica, testine in terracotta bronzea, Settembre, quest'ultimo acquistato dal ministro della P. I., P. Boselli, per la Galleria nazionale d'arte moderna di Roma[5]); Esposizione delle province dell'Emilia
- 1890: Esposizione umoristica bolognese (Bacio a Ninì)
- 1895: Esposizione di Belle Arti, Roma (Homo homini lupus, Mai pace!)
- 1896: Triennale di Torino (Notizie d'Africa)
- 1897: Esposizione Internazionale, Monaco di Baviera (Cattive notizie, Io Bacche ultima pocula); III Esposizione triennale di Belle Arti, Brera (Prime nubi, Ritratto di Cesare Cantù); III Esposizione provinciale della Società Francia (San Giovannino)
- 1898: Esposizione generale italiana del 1898, Torino; Esposizione Italiana di Belle Arti, Pietroburgo; Esposizione generale, Roma (Mai pace!); IV Esposizione provinciale Società “Francia” (Cattive notizie, Nei campi, Sirena); Gran Festival di beneficenza, Cesena
- 1900: Esposizione Universale di Parigi (Cattive notizie); Esposizione artistica di Verona
- 1901: VIII Esposizione Internazionale di Monaco di Baviera (Io Bacche ultima pocula); Esposizione Romagnola di Belle Arti, Rimini (Giosué Carducci, Locusta, Cattive notizie: quest'ultimo lo fece premiare con la medaglia d'argento conferita dal ministero della P. I.)
- 1902:  Esposizione Internazionale di Arti Decorative, Torino
- 1903: Salon de Paris (bronzetto Nei campi), precedentemente inviato alla casa d'aste Goldscheider; I Esposizione annuale di Belle Arti, Imola
- 1904: Esposizione Italiana Italian Exhibition Earl's Court, organizzata dalla Italian Chamber of Commerce, Londra (Head of a harvester)[17]
- 1904: Esposizione di St. Louis (Disoccupato); Esposizione Internazionale, Londra (Mietitore); Esposizione Regionale Romagnola, Ravenna (premiato con medaglia d'argento); Esposizione Provinciale della Società "Francia" (Mietitore, Erinni)
- 1905: LXXXI Esposizione di Belle Arti, Roma (Cavalcata delle Nejadi)
- 1906: Esposizione nazionale di Belle Arti, Milano; Esposizione di Belle Arti, Bologna
- 1907: Esposizione di Belle Arti, Milano (bronzi Locusta e Siesta); Esposizione Umoristica Napoletana; Esposizione Romagnola Emiliana di Belle Arti, Forlì
- 1908: LXVI Esposizione Nazionale di Belle Arti, Firenze (Calma, Turbine); LXXIX Esposizione Nazionale di Roma
- 1909:  Esposizione Internazionale, Rimini (Locusta, Disoccupato, Mietitore); Esposizione Nazionale di Belle Arti, Imola
- 1910: a Torino vende Siesta
- 1912: Esposizione Nazionale di Belle Arti, Milano (Fulminati, ora alla Galleria d'arte moderna di Bologna)
- 1913: Esposizione Permanente di Belle Arti, Ferrara (Mietitore)
- 1918: Esposizione Nazionale di Guerra, Bologna (Beata Vergine)
- 1919: Prima Mostra d'arte, Cesena (quattro gruppi decorativi Sereno, Calma, Turbine, Vortice; Il minatore ferito, Locusta, Annuncio di burrasca, bronzo; Calvario, bassorilievo per la tomba Bartoletti)
- 1920: Esposizione Nazionale di Arte Sacra, Venezia (Ecce Homo, San Giovanni, Deposizione dalla Croce)
- 1921: Esposizioni romagnole riunite (medaglia d'oro col bronzo Cavalcata marina); Lotteria Pro-Mutilati, Forlì (Erinni)
- 1922: Prima Mostra d'Arte romagnola, Cesena (Locusta, Najade); mostra monografica organizzata dall'editore Licinio Cappelli, Bologna[1]

### Retrospettive
Nel 2018 gli è stata dedicata a Palazzo Romagnoli la mostra Tullo Golfarelli scultore a Forlì e le terrecotte della Raccolta Piancastelli.

## Opere principali
Numerosi i suoi monumenti pubblici e quelli presenti sia nella Certosa di Bologna che in quella di Cesena.

### Opere funerarie
Alla Certosa di Bologna:

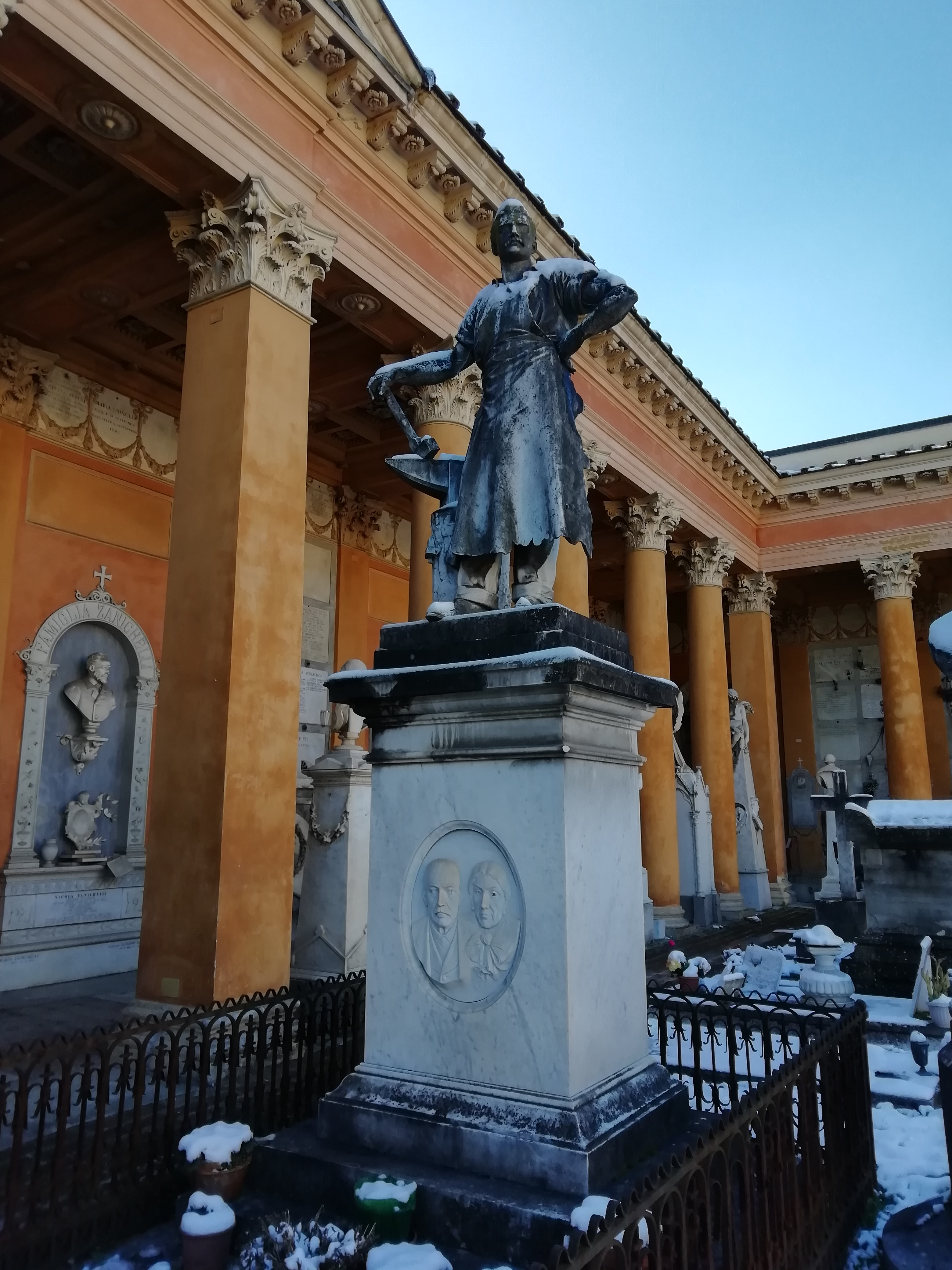
Monumento Simoli, campo del Chiostro VII, Certosa di Bologna

- Medaglione per la statua di Ulisse Bandera, 1887[23] e ritratto di Marianna Baiocchi Bandera, 1898
- L'Angelo della Fede, cella Gancia, 1893/96
- Sepolcro Simoli, con la celebre scultura Il fabbro (Labor), 1894/96
- Sarcofago Vaccari-Filicori, 1892
- Busto di Giovanni Brugnoli, 1894
- Medaglione Adriana Ferrero, 1897
- Angelo del Silenzio, monumento Magnani, 1902
- Monumento Stoppani-Mani, 1903
- Rilievo Angeli adoranti, sepolcro Cillario, 1903
- Redentore, tomba Bonazzi, 1911
- Ecce Homo, tomba Gemmati Soldati, 1911
- Stele di Garibaldi Menotti Gatti, 1920
- Altorilievo Il Buon Pastore, tomba Ricci
- Monumento Ghirardi, chiostro maggiore
- Monumento Magnani

Al Cimitero urbano di Cesena:
- Busto di Giuseppe Gobbi, 1878
- Ritratto di Pio Teodorani, 1880
- Tomba Bartoletti, 1889; rilievo Visione del Calvario per Pietro Bortoletti, 1917
- Il tempo (Cronos), tomba Bartoletti, 1898
- Tomba Roverella, 1899
- La scienza che visita il tubercoloso, tomba Mori, 1899
- Memoria di Gastone Gommi, tomba Vasi-Gommi, 1903
- Tomba di famiglia, 1899; dittico della madre e della sorella Leda, 1905

Altre opere funerarie:
- Monumento Vandini, 1891, cimitero di Argenta
- Monumento famiglia Silvestri, 1909, cimitero di Ascoli Piceno
- Busto Ludovico Guardigli, 1910, Cimitero monumentale di Forlì
- Angelo in preghiera, 1911, tomba Cicognani, cimitero di Savignano sul Rubicone
- Monumento famiglia Flajani-De Angelis, 1913, cimitero di Ascoli Piceno
- Medaglione di Maria Majocchi Plattis, 1917, tomba di famiglia, cimitero di Cento[24]
- Rilievo, tomba Pasolini, 1916, Longiano
- Busti per la tomba Magistretti-Pasotti, 1917, cimitero urbano di Imola
- Allegoria della Scienza Medica, tomba Montanari-Mancini, cimitero urbano di Fermo
- Preghiera di Angelo, Tomba Guidi di Montacuro, cimitero di Dovadola

### Opere varie
- Mai pace!, 1881, gesso
- Medaglioni per il Palazzo degli Studi di Cesena, 1882
- Busto di Giuseppe Garibaldi, 1883, loggiato di Palazzo Comunale di Cesena, dove è presente anche il medaglione Leonida Montanari, 1887
- Monumento a Garibaldi, 1884, inaugurato l'anno successivo, piazza Carlo Pisacane, Cesenatico
- Busto del senatore Marco Minghetti, 1886
- Le tre Arti (Pittura, Scultura, Architettura), 1888, San Michele in Bosco
- Agricoltura e Industria, 1888, per l'ingresso dell'esposizione ai Giardini Margherita
- Medaglione di Giuseppe Mazzini, 1888, loggiato di Palazzo Comunale, Cesena
- Busti di Aurelio Saffi, 1891, per i comuni di Forlì ed Argenta
- Monumento Libertà, 1893, dedicato ai Caduti dei moti del 1843 di Savigno[25][26][27]
- Memoria di Giovanni Lodi-Fé, 1899
- Busto di Luigi Sassi, sindaco di Imola, 1901
- Salus Infirmorum ora pro Nobis (La Vergine tra i malati), 1902, nuova facciata dell'Ospedale Maggiore di Bologna[15]
- Riniero de' Barcobini Fasani e Bonaparte Ghisilieri, 1903, Santuario di Santa Maria della Vita
- Anima stanca, 1904, Ravenna, Pinacoteca comunale
- Targa in memoria di Faustino Malaguti, 1904, per la casa natale a Pragatto di Caspellano, Bologna[28]
- Carducci, 1906, aula magna dell'Università degli studi di Bologna
- Terracotta per la cartolina Romagna, 1906,  in occasione della fondazione Società dei Romagnoli, Bologna[29]
- Formelle con Sant'Isidoro e Sant'Antonio abate per la casa di Giovanni Pascoli a Castelnuovo di Barga, 1906
- Monumento a Garibaldi, 1907, Ferrara
- Maschera funeraria di Carducci, 1907
- Carducci con le nove Muse dolenti, 1907, Biblioteca comunale Ariostea
- Busto-ritratto di Carducci per il Palazzo Pubblico (o del Governo), 1907, Repubblica di San Marino
- Busto-ritratto di Augusto Righi, 1907
- Busti di Carducci, 1908, marmo; Edmondo De Amicis , 1909/10, marmo; Pascoli, 1915, Liceo Archita, Taranto
- Carducci, 1908, per i comuni di Ravenna e Trento (piazza Dante)
- Decorazioni per il Teatro Giardino (ora Teatro Verdi), 1908
- Ritratti dei fratelli Carracci, 1909, sottoportico della Pinacoteca nazionale
- Busto di Benvenuto Cellini, 1910, per la Società di Mutuo Soccorso fra Orefici e affini di Bologna
- Fregi e decorazioni, 1911, Palazzo delle Poste di Bologna
- Busti di G. Capellini, Carducci e G. Ceneri per il Museo dell'VIII centenario dello Studio bolognese all'Archiginnasio, 1911
- Targa di Luigi e Carlo Tonini, 1911, biblioteca Gambalunga, Rimini
- Tritone, 1912[30]
- Busto di Pascoli, 1912, per San Mauro di Romagna
- Monumento a Quirico Filopanti, 1913, Budrio
- Monumento a Guglielmo Oberdan, 1920, Forlimpopoli
- Lapide in memoria di Alberto Giolo per il vecchio ospedale di civile di Rovigo
- Orfano e Tritone, Palazzo Romagnoli[31]

Altre sue opere son conservate al Museo Pascoli di Barga (assieme a 28 lettere inviate dallo scultore al poeta) e alla Pinacoteca comunale di Cesena (Flora, donata dall'autore nel 1900).

## Opere grafiche in collezioni pubbliche
Tra quelle esposte in collezioni pubbliche:
- Il suo Diario, con annotazioni e schizzi realizzati a matita, penna, carboncino, sanguigna ed acquerello, è conservato alla Biblioteca Malatestiana
- Opere mai esposte, conservate oggi in collezioni private assieme ad alcuni Paesaggi: Ritratto della madre, tecnica mista; Ritratto della moglie, olio su carta; Ritratto della moglie anziana, olio su cartoncino; Ritratto di giovane, olio su cartoncino
- Campestre e Paesaggio invernale, pastelli su carboncino, Galleria d'arte moderna di Bologna
- Illustrazioni per le Myricae di Pascoli
- Schizzi della Divina commedia, Biblioteca Piancastelli, Forlì.[1]